# Edward J. O'Hare
Edward Joseph O'Hare, alias "Easy Eddie", né le 5 septembre 1893 à Saint-Louis (Missouri) et décédé le 8 novembre 1939 à Cicero (Illinois), était avocat à Saint-Louis puis à Chicago, où il a commencé à travailler avec Al Capone et a ensuite aidé les procureurs fédéraux à le condamner pour évasion fiscale. En 1939, une semaine avant la libération de Capone de la prison d'Alcatraz, O'Hare fut abattu au volant de sa voiture. 
Il est le père de Butch O'Hare, récipiendaire de la Medal of Honor lors de la Seconde Guerre mondiale, qui a donné son nom à l'aéroport international O'Hare de Chicago. 

## Biographie

### Jeunesse à Saint-Louis
Edward J. O'Hare, surnommé EJ par ses amis et sa famille, est né le 5 septembre 1893 à Saint-Louis de l'union de Patrick Joseph O'Hare et Cecelia Ellen Malloy O'Hare, ceux-ci représentant de la première génération d'Irlandais américains. Le 4 juin 1912, Edward J. O'Hare épouse Selma Anna Lauth, née le 13 novembre 1890 à Saint-Louis, qui a des origines allemandes. Edward et Selma fonde leur famille dans un appartement au-dessus de l'épicerie du père de Selma, dans le quartier de Soulard. Ils ont trois enfants : Edward ("Butch"), né en 1914, Patricia, née en 1919 et Marilyn, née en 1924. 
Edward J. O'Hare réussi l'examen du barreau du Missouri en 1923 et rejoint un cabinet d'avocats. À partir de 1925, O'Hare exploite des courses de lévriers à Chicago, Boston et Miami. O'Hare, en tant qu'avocat, représente l'inventeur Owen P. Smith, haut-commissaire de l'International Greyhound Racing Association, qui a breveté un lapin de course mécanique pour une utilisation dans les courses de chiens. À la suite de ce travail lucratif pour Smith, O'Hare déménage avec sa famille en 1930 dans une nouvelle maison, avec piscine et patinoire, à Holly Hills. Pendant les étés, la famille O'Hare s'échappe de la chaleur de Saint-Louis pour s'installer dans des campements au bord des rivières Meramec et Gasconade. Edward donne à son fils Butch un fusil de calibre .22, qui s'entraîne à tirer sur des canettes et des bouteilles jetées dans la rivière, devenant ainsi un excellent tireur. 
C’est aussi à cette époque qu'Edward se passionne pour le vol, il parvient même à monter à bord de l'avion postal de Charles Lindbergh. O'Hare occupe son premier emploi en tant que pilote principal sur une liaison postale aérienne exploitée par Robertson Aircraft Co. de Lambert Field à Saint-Louis. Edward effectue ensuite des vols commerciaux, et donne la chance à son fils adolescent de prendre brièvement les commandes de l'avion qu'il pilote. En conséquence, son fils Butch, plus tard récipiendaire de la Medal of Honor, devient l'aviateur de la marine américaine le plus connu pour sa bravoure extrême durant la Seconde Guerre mondiale, un tireur d'élite compétent et un connaisseur des avions. 
À la mort d’Owen Patrick Smith, O'Hare représente Hannah M. Smith, administratrice de la succession de Smith. Il commence à étendre ses intérêts commerciaux depuis la digue de Saint-Louis à Chicago. 
Un jour dans les années 1920, Edward rentre chez lui et trouve son fils Butch, étendu sur un canapé, lisant des livres et mangeant un gâteau à la banane et des beignets. Le père a décide que son fils montre alors des signes de paresse et l’inscrit à la Western Military Academy à Alton, dans l’Illinois. 

### Déménagement à Chicago

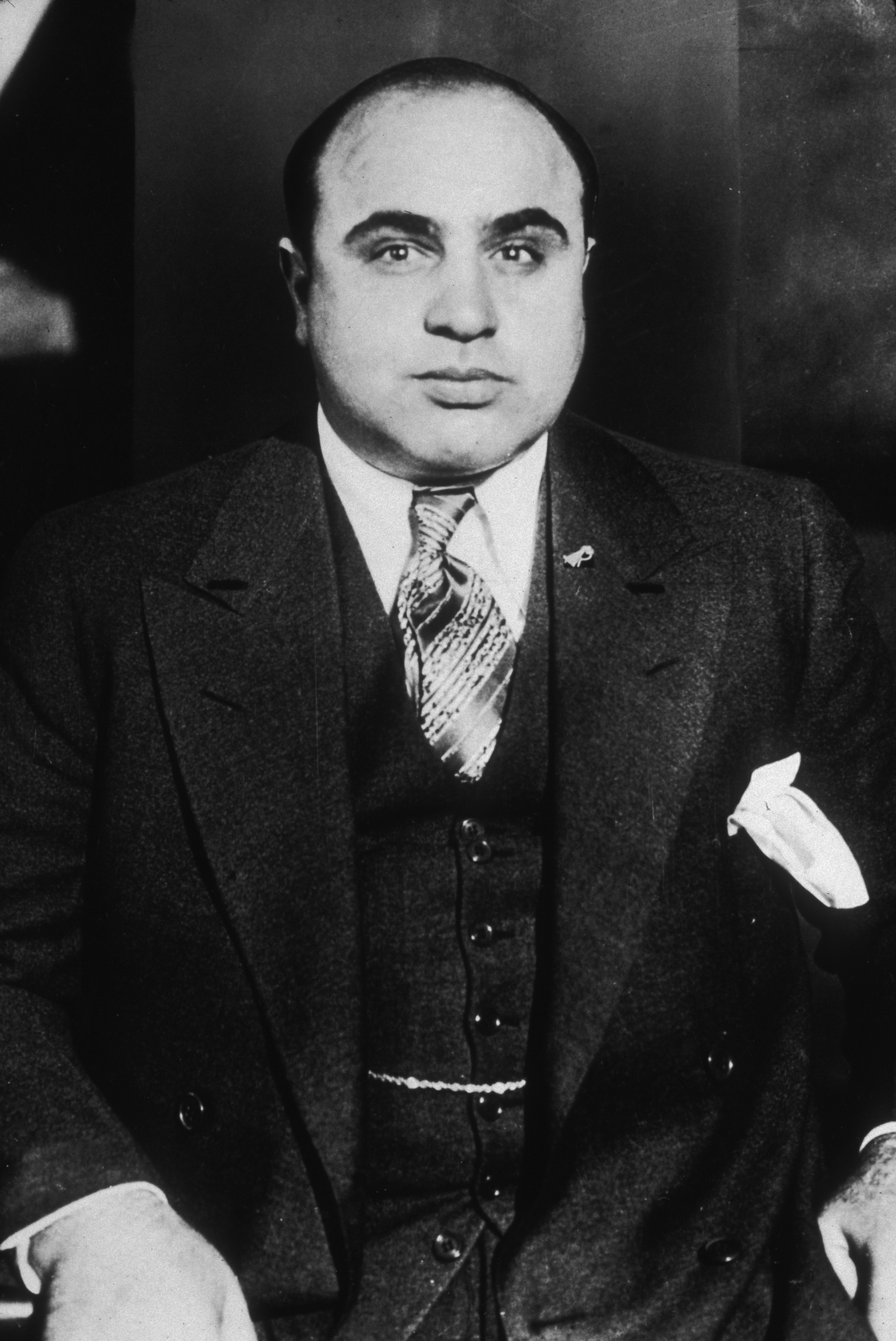
Al Capone en 1935.

À la suite de son divorce avec son épouse Selma en 1927, O'Hare déménage à Chicago, et Selma reste à Saint-Louis avec ses deux filles, Patricia et Marilyn, tandis que Butch est à la Western Military Academy. 
À Chicago, O'Hare rencontre Al Capone, l'homme qui dirige Chicago pendant la Prohibition. Lorsque Francesco de Pinedo effectue son célèbre vol transatlantique en 1927, Capone fut l'un des premiers à avancer et à lui serrer la main à son arrivée à Chicago. Le Chicago Outfit est alors le gang dominant de la ville, dirigé par Capone. 
O'Hare se fiance à Ursula Sue Granata, une secrétaire, la sœur d'un représentant de l'État de l'Illinois. Les fiançailles dure sept ans parce qu'ils sont catholiques et que l'Église ne reconnaît pas le divorce de O'Hare. Ainsi, ils ne peuvent pas avoir un mariage religieux. Il espère toutefois qu'une demande de dérogation émanant du Vatican soit acceptée d'ici à 1940. 
O'Hare et Capone commence à collaborer dans les domaines des affaires et du droit. O'Hare se constitue une deuxième fortune grâce à ses liens avec Capone. 

Mais en 1930, O'Hare se retourne contre Capone. Il demande à John Rogers, journaliste du Saint-Louis Post-Dispatch, d'organiser une réunion avec l'Internal Revenue Service (IRS), qui tente de condamner Capone pour fraude fiscale. Rogers organise une réunion avec l'agent de l'IRS, Frank J. Wilson. O'Hare joue par la suite un rôle clé dans les poursuites et la condamnation de Capone. L'agent Wilson (également chef des services secrets américains entre 1937 et 1946) déclare plus tard : 
 "On the inside of the gang I had one of the best undercover men I have ever known: Eddie O'Hare." 
 O'Hare oriente l'enquêteur Wilson vers le comptable de Capone, qui devient un témoin clé lors du procès de 1931, et contribue également à briser le code utilisé dans les registres par les comptables de Capone. Au début du procès de Capone, devant la cour du juge James Wilkerson, O'Hare informe le gouvernement que Capone a choisi le jury. Ainsi alerté, le juge Wilkerson échange ses jurés contre un autre procès fédéral avant le début du procès de Capone (cet incident a été décrit dans le film de 1987 Les Incorruptibles). 
Capone est reconnu coupable et envoyé en prison en 1931,.

### Assassinat

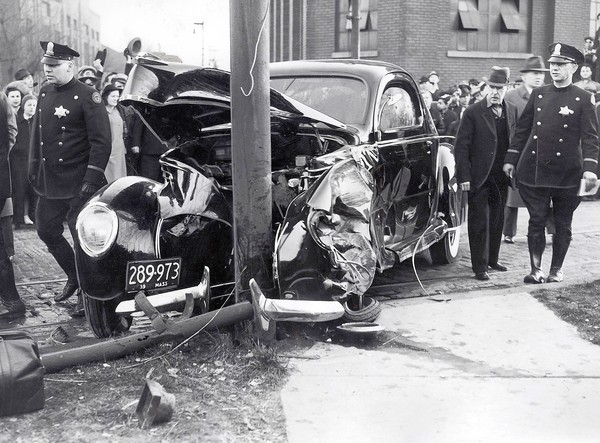
Assassinat d'Edward J. O'Hare.

O'Hare est tué par balle le mercredi 8 novembre 1939, à l'âge de 46 ans, alors qu'il conduit sa voiture. Cet après-midi, alors qu'il a quitté son bureau de l'hippodrome Sportsman's Park à Cicero, dans l'Illinois, il aurait emporté un pistolet semi-automatique de calibre .32 espagnol, fabriqué sur mesure, nettoyé et huilé, ce qui est inhabituel pour lui. Il s’éloigne de l'hippodrome avec son coupé noir Lincoln-Zephyr de 1939. À l’intersection de l'avenue Ogden et de la rue Rockwell, deux hommes armés de fusils de chasse chargés de cartouche à balle Brenneke, se s'approchent de sa voiture et tirent : O'Hare est tué sur le coup. Sa Lincoln s'écrase contre un poteau, tandis que les tueurs poursuivent leur route vers l'Est sur l'avenue Ogden et se perdent dans la circulation. Aucune arrestation n'a jamais été faite. 
En 2010, le conseiller municipal de Chicago, Ed Burke, demande à la Cold Case Squad du département de police de Chicago de réexaminer le meurtre de O'Hare à la lumière d'un nouveau livre, Get Capone, qui fait état d'accusations. 

## Dans la culture populaire
- Dans la série Boardwalk Empire de HBO, le personnage de Mike D'Angelo interprété par Louis Cancelmi est basé sur Edward J. O'Hare. Au cours de la dernière saison, il est devenu un agent infiltré qui a aidé à rassembler des preuves permettant de condamner Al Capone pour fraude fiscale.
- L'histoire de "Easy Eddie" et de son fils est mentionnée dans le chapitre "Remboursement" du roman Meg: Un roman de Deep Terror, de l'auteur américain Steve Alten, publié en 1996.